# Campeonato Pernambucano 2003
In 2003 werd het 89ste Campeonato Pernambucano gespeeld voor voetbalclubs uit de Braziliaanse staat Pernambuco. De competitie werd georganiseerd door de FPF en werd gespeeld van 25 januari tot 1 augustus. Sport werd kampioen. 

## Eerste toernooi
| Plaats | Club             | Wed. | W | G | V | Saldo | Ptn. |
| ------ | ---------------- | ---- | - | - | - | ----- | ---- |
| 1.     | Santa Cruz       | 9    | 7 | 1 | 1 | 20:10 | 22   |
| 2.     | Sport do Recife  | 9    | 6 | 2 | 1 | 29:9  | 20   |
| 3.     | AGA              | 9    | 4 | 3 | 2 | 14:10 | 15   |
| 4.     | Náutico          | 9    | 4 | 2 | 3 | 19:13 | 14   |
| 5.     | Recife           | 9    | 3 | 3 | 3 | 12:12 | 12   |
| 6.     | Petrolina        | 9    | 3 | 2 | 4 | 10:13 | 11   |
| 7.     | Itacuruba        | 9    | 3 | 0 | 6 | 11:17 | 9    |
| 8.     | Central          | 9    | 2 | 2 | 5 | 8:17  | 8    |
| 9.     | Intercontinental | 9    | 1 | 4 | 4 | 10:16 | 7    |
| 10.    | 1° de Maio       | 9    | 1 | 3 | 5 | 7:23  | 3    |

|  | Geplaatst voor finale |

## Tweede toernooi
| Plaats | Club             | Wed. | W | G | V | Saldo | Ptn. |
| ------ | ---------------- | ---- | - | - | - | ----- | ---- |
| 1.     | Sport do Recife  | 9    | 8 | 1 | 0 | 23:10 | 25   |
| 2.     | AGA              | 9    | 4 | 3 | 2 | 15:10 | 15   |
| 3.     | Náutico          | 9    | 4 | 2 | 3 | 19:16 | 14   |
| 4.     | Santa Cruz       | 9    | 4 | 1 | 4 | 20:9  | 13   |
| 5.     | Central          | 9    | 4 | 1 | 4 | 15:18 | 13   |
| 6.     | Intercontinental | 9    | 3 | 2 | 4 | 19:28 | 11   |
| 7.     | Petrolina        | 9    | 3 | 1 | 5 | 14:18 | 10   |
| 8.     | Itacuruba        | 9    | 2 | 4 | 3 | 19:17 | 10   |
| 9.     | Recife           | 9    | 2 | 3 | 4 | 17:23 | 9    |
| 10.    | 1° de Maio       | 9    | 0 | 4 | 5 | 6:18  | 4    |

|  | Geplaatst voor finale |

## Totaalstand
| Plaats | Club             | Wed. | W  | G | V  | Saldo | Ptn. |
| ------ | ---------------- | ---- | -- | - | -- | ----- | ---- |
| 1.     | Sport do Recife  | 18   | 14 | 3 | 1  | 52:19 | 45   |
| 2.     | Santa Cruz       | 18   | 11 | 2 | 5  | 40:19 | 35   |
| 3.     | AGA              | 18   | 8  | 6 | 4  | 29:20 | 30   |
| 4.     | Náutico          | 18   | 8  | 4 | 6  | 38:29 | 28   |
| 5.     | Petrolina        | 18   | 6  | 3 | 9  | 24:31 | 21   |
| 6.     | Central          | 18   | 6  | 3 | 9  | 23:35 | 21   |
| 7.     | Recife           | 18   | 5  | 6 | 7  | 29:35 | 21   |
| 8.     | Itacuruba        | 18   | 5  | 4 | 9  | 30:34 | 19   |
| 9.     | Intercontinental | 18   | 4  | 6 | 8  | 29:44 | 18   |
| 10.    | 1° de Maio       | 18   | 1  | 7 | 10 | 13:41 | 7    |

|  | Geplaatst voor finale als toernooiwinnaar       |
|  | Uitgeschakeld voor derde toernooi en degradatie |

### Kwalificatie derde toernooi
| Team #1   | Tot.  | Team #2         | 1ste wed | 2de wed |
| --------- | ----- | --------------- | -------- | ------- |
| Petrolina | 1 - 7 | Náutico         | 1 - 3    | 0 - 4   |
| Itacuruba | 4 - 6 | Sport do Recife | 4 - 2    | 0 - 4   |
| Central   | 1 - 1 | AGA             | 1 - 1    | 0 - 0   |
| Recife    | 1 - 3 | Santa Cruz      | 1 - 1    | 0 - 2   |

## Derde toernooi
| Plaats | Club            | Wed. | W | G | V | Saldo | Ptn. |
| ------ | --------------- | ---- | - | - | - | ----- | ---- |
| 1.     | Sport do Recife | 6    | 4 | 2 | 0 | 14:5  | 14   |
| 2.     | Náutico         | 6    | 2 | 2 | 2 | 6:8   | 8    |
| 3.     | Santa Cruz      | 6    | 1 | 2 | 3 | 3:5   | 5    |
| 4.     | AGA             | 6    | 0 | 4 | 2 | 5:10  | 4    |

|  | Geplaatst voor finale |

## Finale
Sport had aan een gelijkspel genoeg om kampioen te worden, daar het twee van de drie toernooien gewonnen had. 
|                   |       |       |            |  |
| 1 augustus Finale | Sport | 2 – 2 | Santa Cruz |  |
| 1 augustus Finale |       |       |            |  |

## Kampioen
| Campeonato Pernambucano de 2003 |
| Pernambuco                      |
| ------------------------------- |
| SPORT Kampioen (34° titel)      |

## Topschutter
| Speler            | Speler | Goals | Club    |
| ----------------- | ------ | ----- | ------- |
| Vlag van Brazilië | Kuki   | 16    | Náutico |